# Stadsfiskal

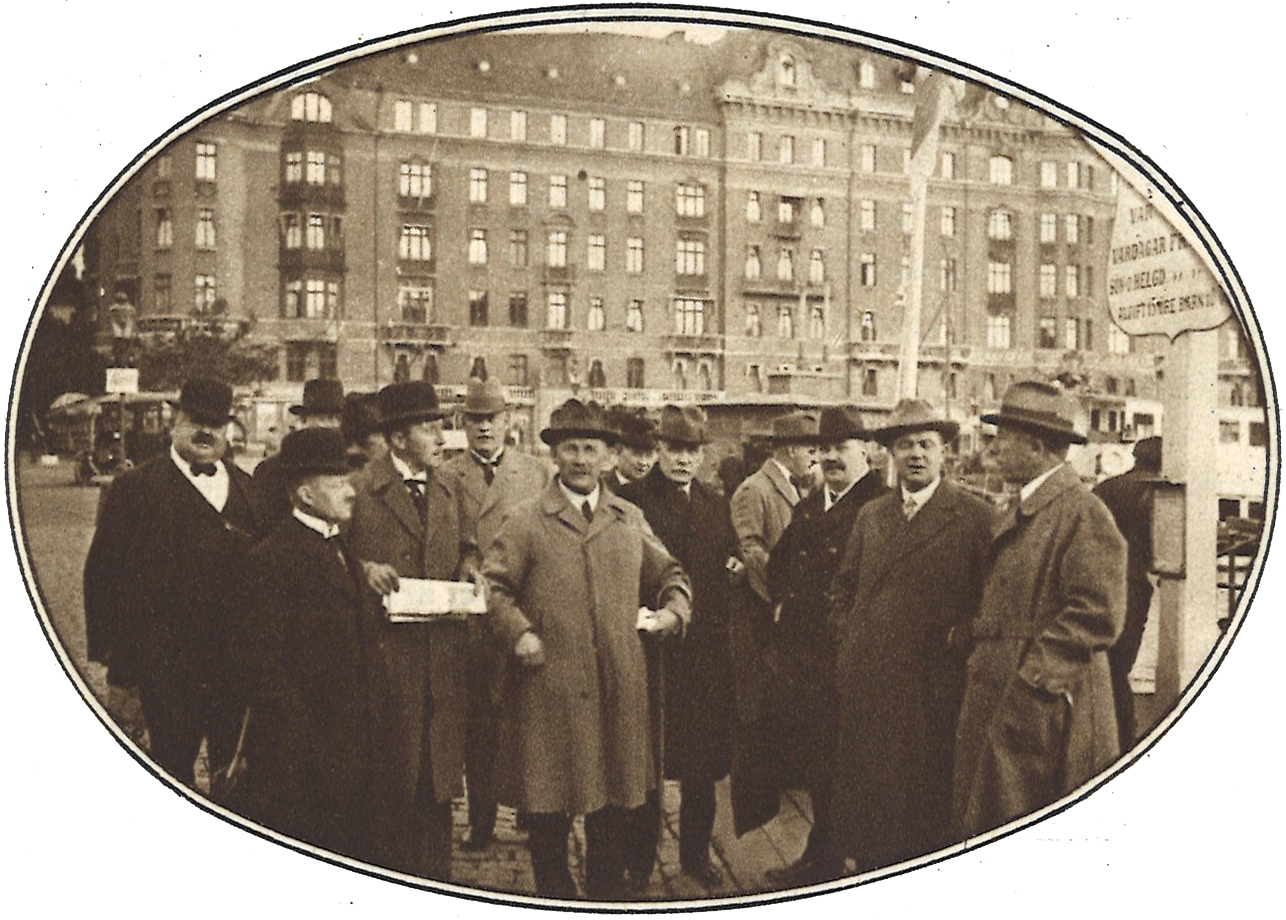
Svenska stadsfiskaler på årsmöte i Stockholm 1925.

Stadsfiskal var fram till 1965 motsvarigheten till dagens chefsåklagare eller polismästare, med ansvar som allmän åklagare samt eventuellt som polischef i särskild stad. Ursprungligen var stadsfiskalstjänsten en kommunal tjänst, medan landsfiskal var en tjänst i staten, och stadsfiskalen anställdes och avskedades då av magistraten i respektive stad. Den 1 januari 1965 ersattes stadsfiskalerna dels med polismyndigheterna i de nybildade polisdistrikten, dels med distriktsåklagare i åklagardistrikt.
Vid tiden strax före stadsfiskalsämbetets avskaffande fanns stadsfiskaler i 51 städer. I de 31 städer som inte hade särskild polismästare var stadsfiskalen även polischef. I flera städer fanns det fler än en stadsfiskal. Stockholm hade ett tiotal stadsfiskaler under ledning av en förste stadsfiskal. Förste stadsfiskal fanns även i Göteborg och Malmö och var jämställd med statsåklagare. I egenskap av åklagare och polischef lydde stadsfiskalen under landsfogden. För att bli stadsfiskal krävdes juris kandidat-examen eller distriktsåklagarexamen samt genomgången polischefsutbildning. I många städer krävdes dock landsfogdekompetens. Stadsfiskalerna tillsattes genom fullmakt av Riksåklagaren.